# Amstel Gold Race 2017
La 52e édition de l'Amstel Gold Race a lieu le 16 avril 2017. Elle fait partie du calendrier UCI World Tour 2017 en catégorie 1.UWT.

## Parcours

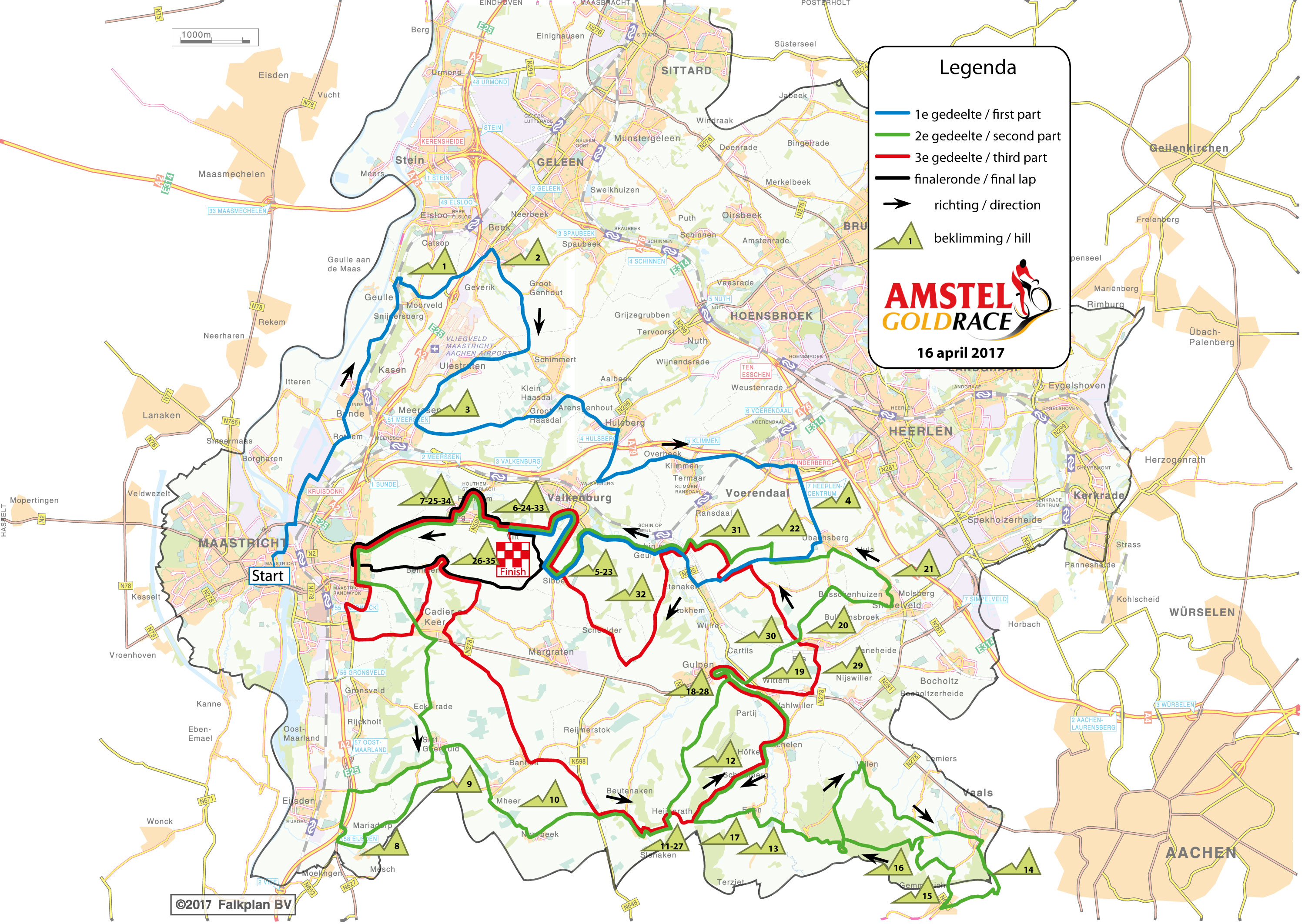
Parcours de l'édition 2017 de l'Amstel Gold Race avec nouveau final

L'édition 2017 propose un parcours de 261 kilomètres et 35 ascensions, composé de quatre boucles à travers la région néerlandaise du Limbourg, et propose une arrivée inédite. Bien que l'emplacement de la ligne d'arrivée ne soit pas modifié, son approche dans l'ultime boucle diffère. Contrairement aux années précédentes, la montée du Cauberg n'est pas franchie dans la dernière boucle du parcours, traduisant la volonté des organisateurs de voir la course s'animer plus tôt.
35 côtes sont répertoriées pour cette course :
| Num | Nom                 | Longueur (m) | Pente moyenne | km de l'arrivée |
| --- | ------------------- | ------------ | ------------- | --------------- |
| 1   | Slingerberg (nl)    | 1 200        | 5,4 %         | 250,6           |
| 2   | Adsteeg (nl)        | 620          | 4,7 %         | 244,3           |
| 3   | Lange Raarberg (nl) | 1 000        | 4,3 %         | 238,3           |
| 4   | Bergseweg (nl)      | 2 200        | 3,4 %         | 221,0           |
| 5   | Sibbergrubbe (nl)   | 2 000        | 4,1 %         | 210,1           |
| 6   | Cauberg             | 1 500        | 7 %           | 205,5           |
| 7   | Geulhemmerberg      | 1 000        | 5,8 %         | 201,3           |
| 8   | Mescherberg         |              |               | 180,5           |
| 9   | Kalleberg           |              |               | 178,5           |
| 10  | Wolfsberg (nl)      | 500          | 5,8 %         | 171,3           |
| 11  | Loorberg (nl)       | 1 600        | 5,1 %         | 167,6           |
| 12  | Schweiberg (nl)     | 3 000        | 3,7 %         | 1548,8          |
| 13  | Camerig (nl)        | 3 600        | 7 %           | 150,3           |
| 14  | Vaalserberg         | 2 600        | 4,2 %         | 138,0           |
| 15  | Gemmenicherweg (nl) | 2 000        | 5,4 %         | 133,7           |
| 16  | Vijlenerbos (nl)    | 1 800        | 5,1 %         | 127,8           |
| 17  | Eperheide (nl)      | 2 300        | 4,5 %         | 120,9           |
| 18  | Gulperberg (nl)     | 1 100        | 5,2 %         | 113,3           |
| 19  | Plettenberg (nl)    | 1 200        | 3,7 %         | 108,2           |
| 20  | Eyserweg (nl)       | 2 100        | 4,4 %         | 106,0           |
| 21  | Huls (nl)           | 900          | 8,3 %         | 102,1           |
| 22  | Vrakelberg (nl)     | 600          | 7,7 %         | 97,8            |
| 23  | Sibbergrubbe (nl)   | 2 000        | 4,1 %         | 89,1            |
| 24  | Cauberg             | 1 500        | 7 %           | 84,5            |
| 25  | Geulhemmerberg      | 1 000        | 5,8 %         | 80,3            |
| 26  | Bemelerberg (nl)    | 1 200        | 4 %           | 66,9            |
| 27  | Loorberg (nl)       | 1 600        | 5,1 %         | 521,4           |
| 28  | Gulperberg (nl)     | 600          | 9,8 %         | 43,7            |
| 29  | Kruisberg           | 800          | 8,4 %         | 38,3            |
| 30  | Eyserbosweg         | 1 100        | 7,9 %         | 35,9            |
| 31  | Fromberg (nl)       | 1 200        | 4,8 %         | 32,7            |
| 32  | Keutenberg          | 1 700        | 6,1 %         | 28,8            |
| 33  | Cauberg             | 1 500        | 7 %           | 16,2            |
| 34  | Geulhemmerberg      | 1 000        | 5,8 %         | 12,9            |
| 35  | Bemelerberg (nl)    | 1 200        | 4 %           | 5,2             |

## Équipes participantes
| WorldTeams (18)- AG2R La Mondiale - Astana - Bahrain-Merida - BMC Racing Team - Bora-Hansgrohe - Cannondale-Drapac - Dimension Data - FDJ - Katusha-Alpecin - Lotto NL-Jumbo - Lotto-Soudal - Movistar Team - Orica-Scott - Quick-Step Floors - Sky - Team Sunweb - Trek-Segafredo - UAE Team Emirates Équipes continentales professionnelles (6)- Roompot-Nederlandse Loterij - Sport Vlaanderen-Baloise - Wanty-Groupe Gobert - Bardiani CSF - CCC Sprandi Polkowice - Direct Énergie |
| |

## Récit de la course
À la suite d'une attaque de Tiesj Benoot, un groupe s'échappe du peloton à 38 kilomètres de l'arrivée. Il est composé de huit coureurs (Benoot, lâché, étant remplacé par Michał Kwiatkowski, qui était sorti en contre). Un groupe comprenant notamment Alejandro Valverde et Greg Van Avermaet mène la chasse pendant longtemps avant de se relever à quelques kilomètres de l'arrivée. Kwiatkowski et Philippe Gilbert s'échappent facilement du reste du groupe dans la dernière montée. Kwiatkowski lance le sprint final de très loin, et est remonté, puis dépassé par Gilbert peu avant l'arrivée. Michael Albasini complète le podium en arrivant premier du groupe de poursuivants au sprint.

## Classement final
| \| Classement général \| Classement général \| Classement général \| Classement général \| Classement général \| \| Coureur \| Coureur \| Pays \| Équipe \| Temps \| \| ------------------ \| ------------------ \| ------------------ \| ------------------ \| ------------------ \| \| 1er \| Philippe Gilbert \| Belgique \| Quick-Step Floors \| 6 h 31 min 40 s \| \| 2e \| Michał Kwiatkowski \| Pologne \| Team Sky \| + 0 s \| \| 3e \| Michael Albasini \| Suisse \| Orica-Scott \| + 10 s \| \| 4e \| Nathan Haas \| Australie \| Dimension Data \| + 10 s \| \| 5e \| José Joaquín Rojas \| Espagne \| Movistar Team \| + 10 s \| \| 6e \| Sergio Henao \| Colombie \| Team Sky \| + 10 s \| \| 7e \| Ion Izagirre \| Espagne \| Bahrain-Merida \| + 14 s \| \| 8e \| Michael Gogl \| Autriche \| Trek-Segafredo \| + 1 min 10 s \| \| 9e \| Sonny Colbrelli \| Italie \| Bahrain-Merida \| + 1 min 11 s \| \| 10e \| Michael Matthews \| Australie \| Team Sunweb \| + 1 min 11 s \| |                    |           |                   |                 |
| |                    |           |                   |                 |
| Source : ProCyclingStats |                    |           |                   |                 |
| Classement général |                    |           |                   |                 |
| Coureur | Coureur            | Pays      | Équipe            | Temps           |
| 1er | Philippe Gilbert   | Belgique  | Quick-Step Floors | 6 h 31 min 40 s |
| 2e | Michał Kwiatkowski | Pologne   | Team Sky          | + 0 s           |
| 3e | Michael Albasini   | Suisse    | Orica-Scott       | + 10 s          |
| 4e | Nathan Haas        | Australie | Dimension Data    | + 10 s          |
| 5e | José Joaquín Rojas | Espagne   | Movistar Team     | + 10 s          |
| 6e | Sergio Henao       | Colombie  | Team Sky          | + 10 s          |
| 7e | Ion Izagirre       | Espagne   | Bahrain-Merida    | + 14 s          |
| 8e | Michael Gogl       | Autriche  | Trek-Segafredo    | + 1 min 10 s    |
| 9e | Sonny Colbrelli    | Italie    | Bahrain-Merida    | + 1 min 11 s    |
| 10e | Michael Matthews   | Australie | Team Sunweb       | + 1 min 11 s    |

## Liste des participants
| Légende | Légende                                                                    | Légende | Légende                                                    |
| ------- | -------------------------------------------------------------------------- | ------- | ---------------------------------------------------------- |
| Num     | Dossard de départ porté par le coureur sur cette Amstel Gold Race          | Pos     | Position à l'arrivée de la course                          |
|         | Indique un maillot de champion national ou mondial, suivi de sa spécialité | NP      | Indique un coureur qui n'a pas pris le départ de la course |
| AB      | Indique un coureur qui n'a pas terminé la course                           | HD      | Indique un coureur qui a terminé la course hors des délais |

| Bahrain-Merida TBM                   | Bahrain-Merida TBM      | Bahrain-Merida TBM |
| ------------------------------------ | ----------------------- | ------------------ |
| Num                                  | Coureur                 | Pos                |
| 1                                    | Enrico Gasparotto (ITA) | AB                 |
| 2                                    | Yukiya Arashiro (JPN)   | AB                 |
| 3                                    | Grega Bole (SLO)        | 67e                |
| 4                                    | Meiyin Wang (CHN)       | AB                 |
| 5                                    | Sonny Colbrelli (ITA)   | 9e                 |
| 6                                    | Ion Izagirre (ESP)      | 7e                 |
| 7                                    | Iván García (ESP)       | AB                 |
| 8                                    | Giovanni Visconti (ITA) | 62e                |
| Directeur sportif : Philippe Mauduit |                         |                    |

| Sky SKY                            | Sky SKY                  | Sky SKY |
| ---------------------------------- | ------------------------ | ------- |
| Num                                | Coureur                  | Pos     |
| 11                                 | Michał Kwiatkowski (POL) | 2e      |
| 12                                 | Owain Doull (GBR)        | AB      |
| 13                                 | Tao Geoghegan Hart (GBR) | 101e    |
| 14                                 | Michał Gołaś (POL)       | 68e     |
| 15                                 | Sebastián Henao (COL)    | 79e     |
| 16                                 | Sergio Henao (COL)       | 6e      |
| 17                                 | Łukasz Wiśniowski (POL)  | AB      |
| 18                                 | Danny van Poppel (NED)   | AB      |
| Directeur sportif : Servais Knaven |                          |         |

| Quick-Step Floors QST                | Quick-Step Floors QST       | Quick-Step Floors QST |
| ------------------------------------ | --------------------------- | --------------------- |
| Num                                  | Coureur                     | Pos                   |
| 21                                   | Philippe Gilbert (BEL)      | 1er                   |
| 22                                   | Gianluca Brambilla (ITA)    | 61e                   |
| 23                                   | Dries Devenyns (BEL)        | 36e                   |
| 24                                   | Zdeněk Štybar (CZE)         | AB                    |
| 25                                   | Bob Jungels (LUX)           | 39e                   |
| 26                                   | Daniel Martin (IRL)         | AB                    |
| 27                                   | Petr Vakoč (CZE)            | 66e                   |
| 28                                   | Maximilian Schachmann (GER) | 105e                  |
| Directeur sportif : Wilfried Peeters |                             |                       |

| Movistar MOV                          | Movistar MOV             | Movistar MOV |
| ------------------------------------- | ------------------------ | ------------ |
| Num                                   | Coureur                  | Pos          |
| 31                                    | Alejandro Valverde (ESP) | 19e          |
| 32                                    | Carlos Betancur (COL)    | 115e         |
| 33                                    | Imanol Erviti (ESP)      | 118e         |
| 34                                    | Jesús Herrada (ESP)      | 92e          |
| 35                                    | Daniel Moreno (ESP)      | 41e          |
| 36                                    | José Joaquín Rojas (ESP) | 5e           |
| 37                                    | Rory Sutherland (AUS)    | 119e         |
| 38                                    | Marc Soler (ESP)         | AB           |
| Directeur sportif : José Luis Arrieta |                          |              |

| Orica-Scott ORS                     | Orica-Scott ORS               | Orica-Scott ORS |
| ----------------------------------- | ----------------------------- | --------------- |
| Num                                 | Coureur                       | Pos             |
| 41                                  | Roman Kreuziger (CZE)         | 126e            |
| 42                                  | Michael Albasini (SUI)        | 3e              |
| 43                                  | Michael Hepburn (AUS)         | AB              |
| 44                                  | Simon Gerrans (AUS)           | AB              |
| 45                                  | Daryl Impey (RSA)             | 18e             |
| 46                                  | Christopher Juul Jensen (DEN) | 22e             |
| 47                                  | Jens Keukeleire (BEL)         | AB              |
| 48                                  | Mathew Hayman (AUS)           | 124e            |
| Directeur sportif : Laurenzo Lapage |                               |                 |

| Sunweb SUN                       | Sunweb SUN             | Sunweb SUN |
| -------------------------------- | ---------------------- | ---------- |
| Num                              | Coureur                | Pos        |
| 51                               | Michael Matthews (AUS) | 10e        |
| 52                               | Roy Curvers (NED)      | 98e        |
| 53                               | Simon Geschke (GER)    | 54e        |
| 54                               | Wilco Kelderman (NED)  | 109e       |
| 55                               | Warren Barguil (FRA)   | 45e        |
| 56                               | Sam Oomen (NED)        | 64e        |
| 57                               | Georg Preidler (AUT)   | 30e        |
| 58                               | Albert Timmer (NED)    | AB         |
| Directeur sportif : Aike Visbeek |                        |            |

| Lotto-Soudal LTS                  | Lotto-Soudal LTS         | Lotto-Soudal LTS |
| --------------------------------- | ------------------------ | ---------------- |
| Num                               | Coureur                  | Pos              |
| 61                                | Tim Wellens (BEL)        | 42e              |
| 62                                | Tiesj Benoot (BEL)       | 15e              |
| 63                                | Sean De Bie (BEL)        | 69e              |
| 64                                | Tomasz Marczyński (POL)  | 24e              |
| 65                                | Rémy Mertz (BEL)         | AB               |
| 66                                | Jelle Vanendert (BEL)    | 37e              |
| 67                                | Tosh Van der Sande (BEL) | 65e              |
| 68                                | Bart De Clercq (BEL)     | AB               |
| Directeur sportif : Herman Frison |                          |                  |

| BMC Racing BMC                   | BMC Racing BMC             | BMC Racing BMC |
| -------------------------------- | -------------------------- | -------------- |
| Num                              | Coureur                    | Pos            |
| 71                               | Greg Van Avermaet (BEL)    | 12e            |
| 72                               | Alessandro De Marchi (ITA) | 63e            |
| 73                               | Silvan Dillier (SUI)       | 88e            |
| 74                               | Floris Gerts (NED)         | 99e            |
| 75                               | Ben Hermans (BEL)          | 87e            |
| 76                               | Daniel Oss (ITA)           | AB             |
| 77                               | Dylan Teuns (BEL)          | 44e            |
| 78                               | Michael Schär (SUI)        | 113e           |
| Directeur sportif : Valerio Piva |                            |                |

| Lotto NL-Jumbo TLJ                | Lotto NL-Jumbo TLJ      | Lotto NL-Jumbo TLJ |
| --------------------------------- | ----------------------- | ------------------ |
| Num                               | Coureur                 | Pos                |
| 81                                | Lars Boom (NED)         | AB                 |
| 82                                | Enrico Battaglin (ITA)  | 40e                |
| 83                                | Antwan Tolhoek (NED)    | 47e                |
| 84                                | Bert-Jan Lindeman (NED) | 72e                |
| 85                                | Juan José Lobato (ESP)  | 11e                |
| 86                                | Paul Martens (GER)      | 20e                |
| 87                                | Timo Roosen (NED)       | 112e               |
| 88                                | Bram Tankink (NED)      | 70e                |
| Directeur sportif : Frans Maassen |                         |                    |

| Bora-Hansgrohe BOH                   | Bora-Hansgrohe BOH        | Bora-Hansgrohe BOH |
| ------------------------------------ | ------------------------- | ------------------ |
| Num                                  | Coureur                   | Pos                |
| 91                                   | Patrick Konrad (AUT)      | 56e                |
| 92                                   | Erik Baška (SVK)          | AB                 |
| 93                                   | Cesare Benedetti (ITA)    | 55e                |
| 94                                   | Marcus Burghardt (GER)    | AB                 |
| 95                                   | Jay McCarthy (AUS)        | 17e                |
| 96                                   | Gregor Mühlberger (AUT)   | 127e               |
| 97                                   | Christoph Pfingsten (GER) | AB                 |
| 98                                   | Michael Schwarzmann (GER) | AB                 |
| Directeur sportif : Steffen Radochla |                           |                    |

| Trek-Segafredo TFS               | Trek-Segafredo TFS             | Trek-Segafredo TFS |
| -------------------------------- | ------------------------------ | ------------------ |
| Num                              | Coureur                        | Pos                |
| 101                              | Fumiyuki Beppu (JPN)           | AB                 |
| 102                              | André Cardoso (POR)            | 93e                |
| 103                              | Gregory Daniel (USA)           | AB                 |
| 104                              | Fabio Felline (ITA)            | 32e                |
| 105                              | Michael Gogl (AUT)             | 8e                 |
| 106                              | Ruben Guerreiro (POR)          | 75e                |
| 107                              | Jesús Hernández Blázquez (ESP) | AB                 |
| 108                              | Edward Theuns (BEL)            | AB                 |
| Directeur sportif : Kim Andersen |                                |                    |

| Astana AST                           | Astana AST              | Astana AST |
| ------------------------------------ | ----------------------- | ---------- |
| Num                                  | Coureur                 | Pos        |
| 111                                  | Jakob Fuglsang (DEN)    | 52e        |
| 112                                  | Oscar Gatto (ITA)       | AB         |
| 113                                  | Andriy Grivko (UKR)     | AB         |
| 114                                  | Laurens De Vreese (BEL) | AB         |
| 115                                  | Alexey Lutsenko (KAZ)   | AB         |
| 116                                  | Matti Breschel (DEN)    | AB         |
| 117                                  | Nikita Stalnov (KAZ)    | 116e       |
| 118                                  | Michael Valgren (DEN)   | 35e        |
| Directeur sportif : Bruno Cenghialta |                         |            |

| Katusha-Alpecin KAT                    | Katusha-Alpecin KAT          | Katusha-Alpecin KAT |
| -------------------------------------- | ---------------------------- | ------------------- |
| Num                                    | Coureur                      | Pos                 |
| 121                                    | Jenthe Biermans (BEL)        | AB                  |
| 122                                    | Viatcheslav Kouznetsov (RUS) | 94e                 |
| 123                                    | Maurits Lammertink (NED)     | 26e                 |
| 124                                    | Rick Zabel (GER)             | 97e                 |
| 125                                    | Marco Mathis (GER)           | AB                  |
| 126                                    | Baptiste Planckaert (BEL)    | AB                  |
| 127                                    | Mads Würtz Schmidt (DEN)     | 96e                 |
| 128                                    | Ángel Vicioso (ESP)          | 77e                 |
| Directeur sportif : Guennadi Mikhailov |                              |                     |

| AG2R La Mondiale ALM              | AG2R La Mondiale ALM    | AG2R La Mondiale ALM |
| --------------------------------- | ----------------------- | -------------------- |
| Num                               | Coureur                 | Pos                  |
| 131                               | Mikaël Cherel (FRA)     | 83e                  |
| 132                               | Axel Domont (FRA)       | 111e                 |
| 133                               | Cyril Gautier (FRA)     | 43e                  |
| 134                               | Alexis Gougeard (FRA)   | AB                   |
| 135                               | Julien Duval (FRA)      | AB                   |
| 136                               | Oliver Naesen (BEL)     | 13e                  |
| 137                               | Stijn Vandenbergh (BEL) | 114e                 |
| 138                               | Jan Bakelants (BEL)     | AB                   |
| Directeur sportif : Julien Jurdie |                         |                      |

| FDJ                                 | FDJ                        | FDJ  |
| ----------------------------------- | -------------------------- | ---- |
| Num                                 | Coureur                    | Pos  |
| 141                                 | Arnaud Courteille (FRA)    | 117e |
| 142                                 | Odd Christian Eiking (NOR) | AB   |
| 143                                 | Arthur Vichot (FRA)        | 14e  |
| 144                                 | Rudy Molard (FRA)          | 34e  |
| 145                                 | Cédric Pineau (FRA)        | AB   |
| 146                                 | Kévin Réza (FRA)           | 82e  |
| 147                                 | Anthony Roux (FRA)         | 28e  |
| 148                                 | Benoît Vaugrenard (FRA)    | 84e  |
| Directeur sportif : Gilles Pauchard |                            |      |

| UAE Emirates UAD                  | UAE Emirates UAD     | UAE Emirates UAD |
| --------------------------------- | -------------------- | ---------------- |
| Num                               | Coureur              | Pos              |
| 151                               | Rui Costa (POR)      | 38e              |
| 152                               | Matteo Bono (ITA)    | AB               |
| 153                               | Marco Marcato (ITA)  | AB               |
| 154                               | Matej Mohorič (SLO)  | 86e              |
| 155                               | Manuele Mori (ITA)   | 29e              |
| 156                               | Simone Petilli (ITA) | 33e              |
| 157                               | Ben Swift (GBR)      | NP               |
| 158                               | Diego Ulissi (ITA)   | 27e              |
| Directeur sportif : Marco Marzano |                      |                  |

| Cannondale-Drapac CDT                  | Cannondale-Drapac CDT     | Cannondale-Drapac CDT |
| -------------------------------------- | ------------------------- | --------------------- |
| Num                                    | Coureur                   | Pos                   |
| 161                                    | Sebastian Langeveld (NED) | 21e                   |
| 162                                    | Alberto Bettiol (ITA)     | AB                    |
| 163                                    | Dylan van Baarle (NED)    | 50e                   |
| 164                                    | Simon Clarke (AUS)        | 49e                   |
| 165                                    | Alex Howes (USA)          | 25e                   |
| 166                                    | Toms Skujiņš (LAT)        | 125e                  |
| 167                                    | Tom-Jelte Slagter (NED)   | 46e                   |
| 168                                    | Brendan Canty (AUS)       | 106e                  |
| Directeur sportif : Juan Manuel Gárate |                           |                       |

| Dimension Data DDD                 | Dimension Data DDD               | Dimension Data DDD |
| ---------------------------------- | -------------------------------- | ------------------ |
| Num                                | Coureur                          | Pos                |
| 171                                | Nathan Haas (AUS)                | 4e                 |
| 172                                | Serge Pauwels (BEL)              | 57e                |
| 173                                | Jacques Janse van Rensburg (RSA) | 48e                |
| 174                                | Benjamin King (USA)              | AB                 |
| 175                                | Youcef Reguigui (ALG)            | AB                 |
| 176                                | Kristian Sbaragli (ITA)          | 16e                |
| 177                                | Johann van Zyl (RSA)             | 121e               |
| 178                                | Jacobus Venter (RSA)             | 95e                |
| Directeur sportif : Oliver Cookson |                                  |                    |

| Sport Vlaanderen-Baloise SVB       | Sport Vlaanderen-Baloise SVB | Sport Vlaanderen-Baloise SVB |
| ---------------------------------- | ---------------------------- | ---------------------------- |
| Num                                | Coureur                      | Pos                          |
| 181                                | Preben Van Hecke (BEL)       | AB                           |
| 182                                | Benjamin Declercq (BEL)      | AB                           |
| 183                                | Kevin Deltombe (BEL)         | 100e                         |
| 184                                | Eliot Lietaer (BEL)          | 85e                          |
| 185                                | Thomas Sprengers (BEL)       | 58e                          |
| 186                                | Dries Van Gestel (BEL)       | AB                           |
| 187                                | Aimé De Gendt (BEL)          | 122e                         |
| 188                                | Kenneth Van Rooy (BEL)       | AB                           |
| Directeur sportif : Hans De Clercq |                              |                              |

| Roompot-Nederlandse Loterij RNL   | Roompot-Nederlandse Loterij RNL | Roompot-Nederlandse Loterij RNL |
| --------------------------------- | ------------------------------- | ------------------------------- |
| Num                               | Coureur                         | Pos                             |
| 191                               | Tim Ariesen (NED)               | AB                              |
| 192                               | Martijn Budding (NED)           | 78e                             |
| 193                               | Pim Ligthart (NED)              | 74e                             |
| 194                               | Jeroen Meijers (NED)            | 80e                             |
| 195                               | Oscar Riesebeek (NED)           | 120e                            |
| 196                               | Martijn Tusveld (NED)           | AB                              |
| 197                               | Taco van der Hoorn (NED)        | AB                              |
| 198                               | Nick van der Lijke (NED)        | 23e                             |
| Directeur sportif : Erik Breukink |                                 |                                 |

| Wanty-Groupe Gobert WGG                      | Wanty-Groupe Gobert WGG    | Wanty-Groupe Gobert WGG |
| -------------------------------------------- | -------------------------- | ----------------------- |
| Num                                          | Coureur                    | Pos                     |
| 201                                          | Jérôme Baugnies (BEL)      | 71e                     |
| 202                                          | Thomas Degand (BEL)        | 76e                     |
| 203                                          | Guillaume Martin (FRA)     | 108e                    |
| 204                                          | Pieter Vanspeybrouck (BEL) | 123e                    |
| 205                                          | Dion Smith (NZL)           | 31e                     |
| 206                                          | Xandro Meurisse (BEL)      | 51e                     |
| 207                                          | Marco Minnaard (NED)       | AB                      |
| 208                                          | Andrea Pasqualon (ITA)     | 110e                    |
| Directeur sportif : Hilaire Van der Schueren |                            |                         |

| Bardiani CSF BRD                    | Bardiani CSF BRD        | Bardiani CSF BRD |
| ----------------------------------- | ----------------------- | ---------------- |
| Num                                 | Coureur                 | Pos              |
| 211                                 | Enrico Barbin (ITA)     | AB               |
| 212                                 | Nicola Boem (ITA)       | AB               |
| 213                                 | Giulio Ciccone (ITA)    | 107e             |
| 214                                 | Mirco Maestri (ITA)     | AB               |
| 215                                 | Marco Maronese (ITA)    | AB               |
| 216                                 | Lorenzo Rota (ITA)      | 73e              |
| 217                                 | Vincenzo Albanese (ITA) | AB               |
| 218                                 | Paolo Simion (ITA)      | AB               |
| Directeur sportif : Stefano Zanatta |                         |                  |

| CCC Sprandi Polkowice CCC              | CCC Sprandi Polkowice CCC | CCC Sprandi Polkowice CCC |
| -------------------------------------- | ------------------------- | ------------------------- |
| Num                                    | Coureur                   | Pos                       |
| 221                                    | Maciej Paterski (POL)     | AB                        |
| 222                                    | Adrian Kurek (POL)        | 102e                      |
| 223                                    | Michał Paluta (POL)       | 104e                      |
| 224                                    | Jonas Koch (GER)          | 103e                      |
| 225                                    | Simone Ponzi (ITA)        | 91e                       |
| 226                                    | František Sisr (CZE)      | AB                        |
| 227                                    | Jakub Kaczmarek (POL)     | 90e                       |
| 228                                    | Jan Tratnik (SLO)         | 89e                       |
| Directeur sportif : Gabriele Missaglia |                           |                           |

| Direct Énergie DEN                  | Direct Énergie DEN     | Direct Énergie DEN |
| ----------------------------------- | ---------------------- | ------------------ |
| Num                                 | Coureur                | Pos                |
| 231                                 | Bryan Coquard (FRA)    | AB                 |
| 232                                 | Lilian Calmejane (FRA) | 60e                |
| 233                                 | Tony Hurel (FRA)       | AB                 |
| 234                                 | Fabien Grellier (FRA)  | AB                 |
| 235                                 | Jonathan Hivert (FRA)  | 59e                |
| 236                                 | Paul Ourselin (FRA)    | AB                 |
| 237                                 | Romain Sicard (FRA)    | 81e                |
| 238                                 | Angélo Tulik (FRA)     | 53e                |
| Directeur sportif : Lylian Lebreton |                        |                    |